# Инцидент в Сибуе

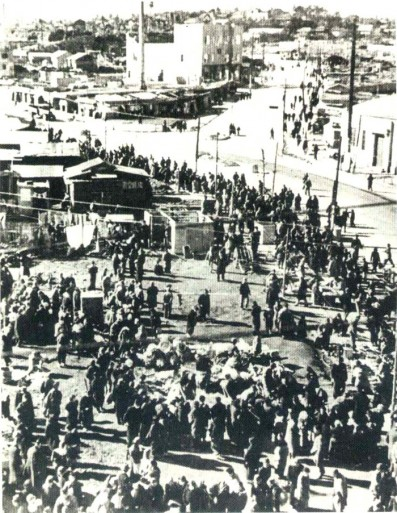
Сибуя в 1945 году

Инцидент в Сибуе (яп. 渋谷事件 Сибуя дзикэн) — стычка между враждующими бандитскими группировками в районе железнодорожной станции Сибуя (Токио) в июне 1946 года.

## Предыстория
В результате бомбардировок Японии авиацией Союзников в годы Второй мировой войны миллионы жителей японских городов были вынуждены оставить свои жилища. Плохие урожаи и тяготы войны увеличили важность поставок продовольствия с территорий, контролируемых Японской империей вне собственно Японских островов (Кореи, Маньчжурии, Тайваня, оккупированных территорий Восточной Азии). После капитуляции Японии на родину были возвращены японские граждане, проживавшие вне собственно Японских островов (до конца 1946 года число перемещённых лиц этой категории составило 5,1 миллионов человек), что увеличило жилищные и продовольственные проблемы. Всё это привело к тому, что огромные массы людей зависели от чёрного рынка, где они приобретали себе необходимые вещи и продукты.
14 августа 1945 года, всего через четыре дня после объявления о капитуляции, мафиозная группировка Одзу обратилась через объявление в газетах к владельцам фабрик, чья продукция до этого уходила в войска, с предложением прибыть в штаб-квартиру Одзу для обсуждения способов сбыта их продукции. Вскоре Одзу организовала в Синдзюку огромный рынок неподалёку от железнодорожной станции, от которого стала получать огромную прибыль. Примеру Одзу последовали другие группировки, и вскоре по всей Японии возникли рынки на открытом воздухе. Около 30 % работников этих рынков составляли «сангокудзин» («люди из третьих стран» — неяпонские обитатели Тайваня, Кореи и других мест, которые решили переселиться в Японию после того, как по окончании войны их родные места были переданы другим странам), практически не имевшие возможности получить работу в легальном секторе экономики.

## Инцидент
Огромные деньги, обращавшиеся на чёрном рынке, и расистские настроения в японском обществе делали неизбежными конфликты из-за контроля над местами торговли. В июне 1946 года возле полицейского участка в Сибуе состоялось гигантское побоище между бандой, объединявшей выходцев с Тайваня, и группировкой якудза Мацуба-кай, в котором с каждой стороны приняло участие по несколько сот человек, вооружённых дубинками, металлическими трубами и ручным огнестрельным оружием. В ходе драки помимо тайваньцев (у которых было убито 7 человек и ранено 34) потери понесла и японская полиция: один полицейский был убит и один ранен. Японская общественность была потрясена наступившим хаосом, в котором обвиняла приезжих из других стран и некомпетентную японскую полицию.

## Последствия
После инцидента было арестовано свыше 40 выходцев с Тайваня, однако дело быстро взяли под контроль представители Китайской республики в Союзном командовании оккупационными войсками. Под их давлением не только само судебное разбирательство было проведено публично — японское правительство было вынуждено отдать под суд и замешанных в инциденте полицейских (что для Японии было ранее неслыханным). В результате 35 человек было приговорено к тяжёлым работам или депортации.
Дело об инциденте в Сибуе высветило проблемы с китайской диаспорой в Японии. Китайские представители в Союзном командовании оккупационными войсками воспользовались своим влиянием, чтобы предоставить этническим китайцам в Японии особый статус (китайцы даже стали получать увеличенные пищевые пайки, на что не могли рассчитывать, к примеру, оказавшиеся в Японии корейцы).

## Отражение в искусстве
1. В книге писателя Дэвида Писа «Tokyo Year Zero», в художественном виде рассказывающей о жизни реального серийного убийцы Ёсио Кодайры, описывается побоище в Сибуе и реакция на него полиции.
2. В манге художника Гэгэ Акутами «Jujutsu Kaisen», в художественном и несколько гипертрофированном виде рассказывающая о жизни и учёбе подростка в Японском колледже, описывается побоище в Сибуе, через призму творчества автора.